# Franck Ferrand
Pour les articles homonymes, voir Ferrand.
Franck Ferrand, né le 12 octobre 1967 à Poitiers (Vienne), est un écrivain, polémiste et animateur audiovisuel français spécialisé en histoire. Auteur d'ouvrages et d'émissions audiovisuelles de vulgarisation, il intervient notamment à la radio (RTL, Europe 1), à la télévision (France 2, CNews) et dans la presse écrite (Valeurs actuelles).
Titulaire d'un DEA en histoire moderne, il n'est cependant pas un historien reconnu par la communauté scientifique, ne produisant pas de travail de recherche évalué par des pairs.
Franck Ferrand est fortement critiqué pour avoir défendu des thèses pseudo-historiques, qualifiées de « farfelues » ou « fumeuses » par les historiens. Il localise par exemple la bataille d'Alésia dans le Jura, ou le site de la ville antique de Troie en Angleterre (au lieu de la Turquie). Il se fait aussi régulièrement le relais de théories complotistes sur la paternité de certaines œuvres littéraires de Molière et Shakespeare. Sa vision orientée de l'histoire de France, ainsi que son approche sensationnaliste de certains dossiers historiques, lui valent d'importantes critiques de la part des chercheurs en histoire qui le classent, pour certains, au sein de la nébuleuse des « historiens de garde », des figures médiatiques ayant pour but de faire la promotion d'une conception identitaire et romancée de l'histoire de France.
Personnalité ancrée idéologiquement à l'extrême droite, il se décrit lui-même comme n'étant pas « précisément un homme de gauche » et son parcours médiatique l'amène à se rapprocher des médias conservateurs à partir de la fin des années 2010 (CNews, Radio Classique, Valeurs actuelles). Au nom de la promotion d'un « roman national » historique, il critique régulièrement l'enseignement dispensé dans les universités françaises et admire le polémiste Éric Zemmour.

## Biographie

### Origines, formation et débuts professionnels
Fils de Francis Ferrand et de Carmen Boutet, un couple d'artisans-bouchers, Franck Jean-Paul Raymond Ferrand naît le 12 octobre 1967 à Poitiers.
Il suit son cursus scolaire à l’école annexe de la rue du Général-Demarçay, puis aux collège Henri-IV et lycée Victor-Hugo de Poitiers, où il obtient son bac (série C) en 1985.
Franck Ferrand est diplômé de l'Institut d'études politiques de Paris (Sciences Po ; section Service public, 1989) et de l'École des hautes études en sciences sociales (EHESS), où il a obtenu un diplôme d'études approfondies (DEA) d'histoire en 1991 avec la rédaction d'un mémoire, sous la direction de Guy Chaussinand-Nogaret, sur la cour de Louis XV.
De 1992 à 1995, il est chargé d'études à la section histoire orale du service historique de l'armée de l'air (SHAA),.

### Carrière

#### Édition
Après son service militaire, il participe à la fondation de la société de rédaction Cassiopée, devenue Les Éditions du Mémogramme en 1996,.
Auteur d'une dizaine d'ouvrages consacrés à l'histoire, Franck Ferrand publie notamment deux monographies sur le château de Versailles : Ils ont sauvé Versailles (réédité en 2012 sous le titre Versailles après les rois) et Gérald Van der Kemp, un gentilhomme à Versailles, aux éditions Perrin. De 2007 à 2009, il publie, chez Flammarion, les trois tomes de la série de romans historiques La Cour des dames.
En 2008, il publie aux éditions Tallandier L'Histoire interdite, révélations sur l'histoire de France. Dans ce dernier livre, il reprend, pour les défendre, cinq thèses réfutées par les historiens, à savoir l'attribution à Pierre Corneille de certaines œuvres de Molière, la localisation d'Alésia hors du site archéologique d'Alise-Sainte-Reine, la légende du « troisième homme » relative à l'affaire Dreyfus, la prétendue substitution de la dépouille de Napoléon dans sa première tombe à Sainte-Hélène ainsi que la thèse de Philippe Erlanger selon laquelle Yolande d'Aragon aurait été l'inspiratrice ou l'ange gardien de Jeanne d'Arc.
Son succès se fonde, pour les historiens William Blanc, Aurore Chéry et Christophe Naudin, « sur la résolution de prétendues énigmes historiques, avec un vocabulaire se rapprochant souvent de celui des adeptes du complot en tout genre » : aux côtés d'auteurs tels que le comédien Lorànt Deutsch et le journaliste Jean Sévillia adeptes du « roman national », il « se place en défenseur de la vérité historique […] que cacheraient des institutions fantasmées, particulièrement l'Université et l'Éducation nationale ».

#### Radio
De 1995 à 1998, il signe les textes de 150 épisodes de l'émission radiophonique de Pierre Bellemare Les Aventuriers du XXe siècle.
De juin 2003 à juin 2005, il anime sur Europe 1 une émission quotidienne de 45 minutes, « Les histoires de l’Histoire », consacrée à l'histoire. De septembre 2005 à septembre 2008, ce rendez-vous est hebdomadaire. L'émission a produit plus de 700 numéros.
Il présente en 2008 et 2009 une chronique quotidienne, Zoom arrière.
En septembre 2010, il présente Mon héros dans l'Histoire.
À partir du 28 février 2011, il anime Au cœur de l'histoire chaque jour sur Europe 1, émission qui comporte une première partie sous forme de récit et une seconde sous forme de débat. Le 1er juin 2018, Laurent Guimier annonce l'arrêt de la quotidienne à la fin de la saison. L'émission aura produit 1500 épisodes de vulgarisation historique.
Pendant l'été 2014, il anime l'émission Les Origines du Futur le samedi de 11 h à 12 h 30 sur Europe 1.
En 2014, il intègre la matinale d'Europe 1 pour y présenter une chronique intitulée Aujourd'hui dans l'histoire, où il revient sur un évènement historique lié à la date du jour.
Le 2 juillet 2018, ayant mis un terme à sa collaboration avec Europe 1, Franck Ferrand rejoint Radio Classique pour animer l'émission Franck Ferrand raconte. En juillet 2023, l'émission a déjà produit plus de 1700 épisodes.
En septembre 2019, il intègre l'équipe des Grosses Têtes, animée par Laurent Ruquier sur RTL.
Il participe en 2020 au dispositif « Nation apprenante », une grande opération de soutien scolaire menée par l'Éducation nationale avec Radio classique pendant le confinement décidé à la suite de la pandémie de Covid-19.

#### Télévision
Depuis le 28 septembre 2011, Franck Ferrand présente sur France 3 l'émission L'Ombre d'un doute, programmée d'abord en seconde partie de soirée puis, à partir du 25 mars 2013, en première partie de soirée. Certains numéros de cette émission font l'objet de critiques de la part d'historiens, ceux-ci reprochant à l'émission sa simplification extrême, ses approximations, sa revendication de « braver » censément des « interdits », voire ses mensonges L'émission est remplacée sur France 3 à partir de mars 2016 par L'Heure H.
En 2012, il est la voix-off d'une série de docu-fictions, L'Histoire du monde, produite par la BBC, composée de huit épisodes et retraçant l'histoire de l'Homme depuis ses origines jusqu’à nos jours au moyen de récits historiques, scientifiques, culturels et ethnologiques.
En 2017, il rejoint l'équipe des commentateurs du Tour de France sur France Télévisions pour s'occuper des commentaires sur la géographie et le patrimoine français. Il prend la relève d’Éric Fottorino, qui a officié à cette place pendant deux ans, succédant lui-même à Jean-Paul Ollivier. Il rejoint chaque année l'équipe de France Télévisions pour retrouver ce poste.
Depuis la rentrée 2018, il intervient le dimanche dans l'émission Vivement dimanche prochain de Michel Drucker. Il participe également à des primes des Grosses Têtes diffusés sur France 2.
En janvier 2021, il rejoint CNews afin de participer chaque dimanche avec Marc Menant à l'émission La Belle Histoire de France, animée par Christine Kelly. Selon Libération, tous deux se sont « autoproclamés historiens », et leur émission comporte de nombreuses erreurs factuelles, rigoureusement pointées par les historiens médiévistes du blog Actuel Moyen Age, qui citent également les points positifs. Selon l'hebdomadaire L'Obs, la chaîne « instrumentalise l’histoire à des fins idéologiques, et brode sans fin sur le roman national ».
En 2023, ses commentaires du Tour de France lui valent des critiques, notamment en raison d'erreurs, approximations et de prises de positions controversées,. La direction de France Télévisions, par la voix de Pascal Golomer, directeur délégué aux sports du groupe, indique cependant ne pas partager ces critiques : « Il s'appuie sur les notices établies chez ASO (Amaury Sport Organisation, organisateur du Tour de France, ndlr) à partir du réalisateur Anthony Forestier et de ses repérages, des renseignements recueillis auprès des collectivités, des informations glanées auprès des personnalités locales et de l'aide aux commentaires réalisée, pour la partie géologique, par Patrick de Wever, du Muséum national d'histoire naturelle. »

#### Presse
Au début de l'année 2021, il rejoint l'hebdomadaire Valeurs actuelles, prenant la succession de Denis Tillinac à la rédaction de la tribune de la dernière page.
En juin 2023, le groupe LVMH choisit de le nommer à la tête de la direction éditoriale de la revue de vulgarisation historique Historia. Ce choix est contesté par le comité éditorial composé d'universitaires, qui relève dans une lettre ouverte que malgré l'apport de sa notoriété médiatique, son rôle au sein de Valeurs actuelles contrevient à la « neutralité absolue d’un point de vue politique et idéologique » adoptée par le titre.

#### Cité de l'histoire
En janvier 2023, il devient le directeur de la nouvelle Cité de l’histoire, un lieu aménagé sous la Grande Arche de la Défense. Philippe Prudent, docteur en histoire moderne et membre du bureau national de l’Association des professeurs d’histoire et de géographie, estime que « la visite tombe vite dans des partis pris qui vont clairement à l’encontre de ce qu’on cherche à faire en histoire », et situe la Cité de l'histoire comme « du pur divertissement », sans intérêt pédagogique. Mediapart y voit surtout un roman national.

#### Autres engagements
Franck Ferrand est membre associé de l'Académie des sciences morales, des lettres et des arts de Versailles et d'Île-de-France et membre de la société des amis de Versailles, président du cercle Oscar-Wilde depuis 2006.

### Vie privée
Le 29 avril 2015, il fait son coming out public en déclarant, dans un entretien à L'Étudiant : « J'ai attendu d'avoir 29 ans pour annoncer à mes parents que je préférais les garçons ».

## Convictions politiques
Co-auteur d'un ouvrage dénonçant une « résurgence du roman national », Christophe Naudin considère Franck Ferrand comme proche en 2017 des thèses historiques de Philippe de Villiers, que l'animateur invite alors régulièrement à la radio. À ce sujet, Franck Ferrand déclare au quotidien Libération : « Si aimer l'histoire et la faire revivre à travers ses grands personnages, c’est être néoréac, alors j'assume ».
En octobre 2020, dans un entretien accordé à La Nouvelle République du Centre-Ouest, Franck Ferrand se prononce pour un moratoire en matière d'immigration, critique le modèle social français et dénonce le « danger » que représenteraient les écologistes,. Rejoignant CNews et Valeurs actuelles en janvier 2021, Franck Ferrand explique qu’il n’est « pas précisément un homme de gauche ». Selon Arrêt sur images, cette orientation politique marquée très à droite et ses collaborations avec des médias d'extrême droite, s'inscrivent dans la continuité du positionnement de Franck Ferrand en faveur d'un « roman national » historique français. Les idées véhiculées par Franck Ferrand dans Valeurs actuelles lui valent également de nombreuses critiques et sont la principale raison de l'arrêt de ses podcasts sur la ville de Marseille, dont la municipalité de gauche considère qu'il véhicule « des valeurs qui divisent » et ne veut pas que la ville soit « associée à ce personnage »,.
Pendant la pandémie de Covid-19, il se vante de devenir un « citoyen de seconde zone », « moins par refus du vaccin que par rejet du passeport intérieur ».
Toujours selon Arrêt sur images, Franck Ferrand fait partie des vulgarisateurs de droite qui imputent la chute de Rome aux réfugiés, « accueillis trop généreusement » et qui présentent une certaine vision de l'histoire, avec des erreurs factuelles et de nombreux clichés, ce qui contribue à faire des invasions barbares un « écho de la crise migratoire actuelle »,. À l'époque où il animait Au Coeur de l'Histoire sur Europe 1, au cours d'une émission consacrée à la chute de l'Empire Romain, notamment le sac de Rome en 410 par le roi des Wisigoths Alaric Ier, son récit et son analyse en compagnie de son invité Pierre Baron, directeur de la rédaction du magazine Historia, étaient déjà chargés de tels sous-entendus,.
En 2021, il compare le discours du candidat d'extrême droite Éric Zemmour à celui du Premier ministre britannique Winston Churchill, et considère que le polémiste, qu'il admire, est le seul candidat à avoir « su placer le débat au niveau requis ». Selon Libération, Éric Zemmour et Franck Ferrand s'aiment beaucoup, et, sur les réseaux sociaux, Franck Ferrand est critiqué par de nombreux téléspectateurs qui ne comprennent pas pourquoi le service public fait travailler un partisan d'Éric Zemmour, ou s’agacent de ses erreurs factuelles ; il a cependant des partisans.
En 2023, Libération publie un portrait de Franck Ferrand rappelant ses « nombreuses approximations, voire erreurs, historiques », ainsi que sa proximité avec la droite radicale et son admiration pour Éric Zemmour. Cet article, qui pointe son implication dans « un écosystème de l’extrême droite médiatique », suscite les critiques de personnalités de droite, d'extrême droite et issues de médias réactionnaires, ce qui, pour le Huffington Post, ne fait que confirmer le constat de Libération, qui mesure ainsi combien celui-ci est populaire à l'extrême droite.

## Controverses

### Localisation d’Alésia
En mai 2014, Franck Ferrand préface le livre de Danielle Porte relatif à une polémique sur la localisation d'Alésia. L'animateur prend ainsi le parti de cette enseignante en littérature ancienne, qui entend démontrer que le site archéologique du siège d'Alésia est localisé dans le Jura et non au mont Auxois à Alise-Sainte-Reine en Bourgogne. Ce dernier emplacement, reconnu par la communauté scientifique, a été identifié par des archéologues au XIXe siècle puis confirmé par des fouilles archéologiques effectuées entre 1991 et 1997 par une équipe franco-allemande dont les trouvailles confirmèrent les découvertes du siècle dernier.
Épaulée médiatiquement par Franck Ferrand, Porte soutient que l'identification du site archéologique d'Alise-Sainte-Reine s'explique par un complot d'universitaires craignant de voir leur position académique remise en question eu égard au caractère soi-disant contestable des fouilles réalisées depuis Napoléon III. Dans le cadre de cette polémique, Franck Ferrand publie une tribune dans le Figaro Vox où il accuse les chercheurs de manipuler les faits. Plusieurs universitaires répondent sur le même site : Jean-Louis Brunaux, Yann Le Bohec et Jean-Louis Voisin, trois enseignants-chercheurs en archéologie et en histoire, contredisent l'animateur en arguant l'imprécision du texte de César décrivant l'oppidum, le caractère minutieux des fouilles successives menées depuis Napoléon III ainsi que l'ensemble des découvertes archéologiques effectuées à Alise-Sainte-Reine par contraste avec le site de Chaux-des-Crotenay qui ne comporte aucun élément antérieur à l'époque gallo-romaine.
La fin de la passe d'armes se conclut par une seconde réponse de Franck Ferrand, ce dernier accusant derechef ses détracteurs et les chercheurs d'être des « mandarins ».
Dans un texte daté du 20 octobre 2016, vingt-cinq chercheurs universitaires reviennent plus précisément sur certains éléments à la suite de la polémique. Rappelant « les invectives gratuites » de Franck Ferrand, les signataires observent que ce dernier « a un DEA d’histoire moderne sur Versailles et se contente de recycler des thèses éculées et complotistes, sans rien apporter de nouveau. (...) [F]ervent adepte de la thèse d'[André] Berthier et compagnon de route de [Danielle] Porte, [il] fait souvent référence à l’existence d’un mystérieux faux utilisé par les défenseurs du site d’Alise. En fait, les spécialistes du sujet savent bien que ce faux n’en est pas un, ou plutôt n’en est plus un, depuis l’étude de J.-B. Colbert de Beaulieu, le grand spécialiste de la monnaie celtique, à la fin des années 1960, et qu’en réalité, on est très loin d’un quelconque complot. Ce statère d’or n’est pas référencé dans l’ouvrage de Napoléon III publié en 1866 et n’a donc pas été utilisé comme preuve par l’empereur, ce qui est normal puisque l'État ne l’a acquis qu’en 1867 pour le verser au Musée des Antiquités nationales ».
En pratique les spécialistes dénoncent avant tout son manque de compétence dans le sujet, l'absence d'argument probant dans le cas de sa thèse et le fait qu'il tente de nier l'existence de plus de 100 années de découvertes sur le site reconnu (tracé des fossés, restes des défenses romaines, implantation des lignes, monnaies, etc.). Sa thèse est qualifiée de « populiste » car elle laisse entendre qu'il existe un complot pour prouver l'existence d'un mensonge sur le lieu d'Alésia, en s'opposant avec une communauté d'amateurs ayant découvert la vérité, à toute une profession aux réflexes prétendument grégaires, garante du « politiquement correct ».
Alors qu'il avait déclaré lors d'une interview accordée à Libération qu'il ne parlerait pas d'Alésia à l'occasion de ses commentaires lors du Tour de France 2017, il apparaît qu'il est resté muet sur la question lorsque le tour passait à proximité d'Alise Sainte-Reine, mais n'a pu s'empêcher le lendemain, lorsque le tour passait par le Jura, de laisser entendre que le site d'Alésia se trouverait en fait à Chaux-des-Crotenay.

### Localisation de la guerre de Troie en Angleterre
En 2017, Franck Ferrand préface la traduction française d'un livre d'Iman Wilkens, paru initialement dans les années 1990 en anglais. L'auteur, économiste et essayiste néerlandais, affirme dans cet ouvrage publié à compte d'auteur que la guerre de Troie aurait eu lieu à Gog Magog Hills en Angleterre. Cette thèse, reposant exclusivement sur une torsion à l'excès du texte homérique, est jugée hautement fantaisiste par les historiens spécialistes de l'Antiquité ainsi que par l'immense majorité des spécialistes. Critiqué par des historiens et archéologues comme Clément Salviani ce dernier déclare dans Le Point :  

« C'est une très belle étude, amusante, stimulante et rafraîchissante, écrite par un passionné non universitaire, mais extrêmement documenté (...). Je ne dis pas que j'approuve sa thèse à 100 %, et je ne vais pas me battre pour le site de Gog Magog Hills comme pour Alésia. Ce n'est pas une nouvelle croisade »

### Une vision obsolète et contrefactuelle de l'histoire

#### Une pratique remontant aux origines de sa popularité médiatique
Outre son engagement dans la défense de théories complotistes et sensationnalistes, Franck Ferrand est régulièrement pointé par de nombreux historiens pour sa vision obsolète de la science historique, relayant parfois des informations dépassées et factuellement fausses. Ses habitudes en la matière remontent aux débuts de sa carrière éditoriale : en 2008, dans son ouvrage L'Histoire interdite, révélations sur l'histoire de France il reprend, pour les défendre, cinq thèses ou théories historiques réfutées par les chercheurs en histoire. Parmi ces thèses, l'attribution à Pierre Corneille de certaines œuvres de Molière, la localisation d'Alésia dans le Jura, la légende du « troisième homme » relative à l'affaire Dreyfus, la prétendue substitution de la dépouille de Napoléon dans sa première tombe à Sainte-Hélène ainsi que la thèse de Philippe Erlanger selon laquelle Yolande d'Aragon aurait été l'inspiratrice ou l'ange gardien de Jeanne d'Arc. Ces approches sensationnalistes et contrefactuelles lui sont ainsi fortement reprochées par les spécialistes, universitaires et enseignants, au motif qu'elles propagent des informations falsifiées, contournent l'état de la connaissance établies par la science historique, et cultivent une vision mystérieuse et occultée de l'histoire.

#### Le baptême de Clovis
En janvier 2021, dans une chronique donnée sur CNews avec Marc Menant, Franck Ferrand développe sur le roi des Francs Clovis et son baptême une suite de propos marqués par des « erreurs factuelles, [des] raccourcis et [des] approximations, le tout au service d'un roman national et nationaliste » selon l'historien Florian Besson, docteur en histoire médiévale et agrégé d'histoire. Franck Ferrand affirme ainsi, dans une vision essentialiste des populations anciennes, que les Francs ont « apporté leur vitalité, leur vigueur, leur instinct guerrier dans cette population gallo-romaine qui était très travailleuse, très agricole mais qui n'était pas très belliqueuse ». Il s'emporte ensuite sur la figure de Clovis, décrit comme le fondateur de l'histoire de France, dont la force vient du fait qu'il serait « un être lumineux car c'est l'enfant de l'amour ». Sa lecture lyrique de la personnalité de Clovis se poursuit dans le récit fait des batailles qui émaillent son règne : « Il faut imaginer cette espèce de géant qu'est Clovis, ce personnage hyper charismatique... Tous ses soldats sont prêts à mourir pour lui, vous savez, ça fait partie de ces chefs qui sont capables de susciter l'amour dans les troupes ! Il est incroyable ! ». L'historien Florian Besson rappelle dans Arrêt sur Images que les historiens ne se préoccupent jamais de juger les figures de l'histoire selon leur « lumière » ou leur « obscurité », selon un compas moral actuel. En sus, il rappelle que selon de nombreux spécialistes du Haut Moyen Âge, à l'instar de Bruno Dumézil, la primauté de Clovis dans le récit de l'histoire de France est une construction historique bien plus tardive. Au VIe siècle, les grands rois mérovingiens mis en exergue par les sources étaient ainsi plutôt Childebert Ier, Théodebert Ier ou Sigebert Ier. Florien Besson rappelle ainsi qu'avant le XIXe siècle, Clovis a été très largement un personnage secondaire de l'histoire de France, occulté par Pépin le Bref, Charlemagne, Dagobert Ier ou Hugues Capet par les historiographes de la monarchie. La chronique de Ferrand peut ainsi être résumée par le spécialiste comme étant constituée « [d']un bon paquet de clichés et de légendes racontées comme des vérités historiques, des jugements naïfs sur Clovis ».

#### Les «Terreurs de l'an mille»
En juillet 2023, il anime une émission sur Radio Classique dont le sujet porte sur les terreurs de l'an mille, présentées comme une réalité, alors qu'il s'agit d'un mythe historique élaboré à partir de la Renaissance par plusieurs auteurs dont Cesare Baronio, popularisé par Jules Michelet. La véracité de ces terreurs a largement été infirmée par la recherche historique depuis les années 1990, sous la plume de Jacques Berlioz, Sylvain Gouguenheim, ou encore Dominique Barthélémy.

## Distinctions

### Récompenses
- Lauréat de la Fondation Jacques-Douce en 1994[12] ;
- Prix Jean-des-Vignes-Rouges de l'académie de Versailles en 2006[62] ;
- Lauréat des Lauriers de la radio et de la télévision, lors de la 23e édition en 2018, pour son émission Au cœur de l'histoire[63].

### Décorations
- Chevalier de l'ordre des Arts et des Lettres.

Le 15 décembre 2011, Franck Ferrand est nommé chevalier de l'ordre des Arts et des Lettres au titre de « Auteur, animateur de radio et de télévision »,.
- Chevalier de l'ordre national du Mérite.

Le 15 mai 2015, il est nommé chevalier de l'ordre national du Mérite au titre de « écrivain et animateur d'émissions radiophoniques et télévisées ; 22 ans de services ».

## Publications

### Essais
- Ils ont sauvé Versailles : de 1789 à nos jours, Librairie Académique Perrin, 20 février 2003, 367 p., broché (ISBN 978-2-262-01755-2)
- La grande époque des sports d’hiver, Le Chêne, 3 novembre 2003, 175 p., relié (ISBN 978-2-84277-475-2)
- Jacques Garcia ou l'éloge du décor, Flammarion, 22 juin 2005, 263 p., relié (ISBN 978-2-08-011465-5)
- Gérald Van der Kemp : Un gentilhomme à Versailles, Librairie Académique Perrin, 27 octobre 2005, 248 p., broché (ISBN 978-2-262-02404-8)
- L'Histoire interdite, révélations sur l’histoire de France, Paris, Tallandier, 16 octobre 2008, 203 p., broché (ISBN 978-2-84734-497-4)
- Au cœur de l'histoire, Paris, Flammarion, 26 octobre 2011, 349 p., broché (ISBN 978-2-08-126638-4)
- Versailles après les rois, Paris, Librairie Académique Perrin, coll. « Tempus », 3 mai 2012, 408 p., poche (ISBN 978-2-262-03768-0)
- Du sang sur l'histoire, Paris, Flammarion, 10 octobre 2012, 352 p., broché (ISBN 978-2-08-128498-2)
- Dictionnaire amoureux de Versailles, Paris, Plon, 17 octobre 2013, 557 p., broché (ISBN 978-2-259-21189-5)
- François Ier, roi de chimères, Paris, Flammarion, 24 septembre 2014, 300 p., broché (ISBN 978-2-08-132995-9)
- L'Histoire au jour le jour, Paris, Flammarion, 2015, broché (ISBN 978-2-08-130018-7)
- Franck Ferrand raconte, Perrin, 2019, 300 p. (ISBN 978-2262077136)
- Franck Ferrand et Catherine Lalanne, Mon enfance, quelle histoire !, Bayard Culture, 2019, 208 p. (ISBN 978-2227494909)
- Portraits et Destins, Perrin, 2021, 300 p. (ISBN 978-2262094843)
- Participation à l’ouvrage de Marc Welinski,Comment bien vivre la fin de ce monde, éditions Guy Trédaniel, 2021.

### Romans
- Le Bal des ifs : Mémoires amoureux de la marquise de Pompadour, Flammarion, 2 mars 2000, 378 p., broché (ISBN 978-2-08-067907-9, BNF 37103313)
- La Cour des Dames : La Régente Noire, t. 1, Paris, Flammarion, 11 mai 2007, 408 p., relié (ISBN 978-2-08-068963-4)
- La Cour des Dames : Les Fils de France, t. 2, Paris, Flammarion, 14 mai 2008, 378 p., relié (ISBN 978-2-08-121108-7)
- La Cour des Dames : Madame Catherine, t. 3, Paris, Flammarion, 18 mai 2009, 332 p., relié (ISBN 978-2-08-122140-6)
- L'Ombre des Romanov : roman, Paris, XO Éditions, 10 novembre 2010, 368 p., broché (ISBN 978-2-84563-447-3)
- L'Année de Jeanne : Conte politique, Paris, Plon, 1er octobre 2020, 288 p., broché (ISBN 978-2-259-26842-4)

## Spectacles
- Histoire(S), au théâtre Antoine, à Paris, un spectacle d'improvisations historiques mis en scène par Eric Métayer, ensuite en tournée en France et en Europe.
- Le 14 mars 2016, Franck Ferrand se produit sur la scène des Folies Bergère, à Paris, pour une soirée mise en scène par Alain Sachs.
- Le 14 février 2018, il se produit sur la scène du Casino de Paris, pour une soirée intitulée Les Amours de l'histoire[66].